# Mesoacidalia basalis
Mesoacidalia basalis är en fjärilsart som beskrevs av Matsumura 1908. Mesoacidalia basalis ingår i släktet Mesoacidalia och familjen praktfjärilar. Inga underarter finns listade i Catalogue of Life.